# Hackberry (Arizona)
Pour les articles homonymes, voir Hackberry.
Hackberry est une communauté non incorporée du comté de Mohave dans l'état d'Arizona aux États-Unis.
C'est une ancienne ville minière fondée en 1874.
Elle est située sur la Route 66, et on y trouve un general store.